# Comuna Moldovka, Holovanivsk
Moldovka (în ucraineană Молдовка) este o comună în raionul Holovanivsk, regiunea Kirovohrad, Ucraina, formată din satele Matviivka, Moldovka (reședința) și Nadejdivka.

## Demografie
Componența lingvistică a comunei Moldovka
     Ucraineană (97,58%)
     Rusă (2,17%)
     Alte limbi (0,24%)
Conform recensământului din 2001, majoritatea populației comunei Moldovka era vorbitoare de ucraineană (97,58%), existând în minoritate și vorbitori de rusă (2,17%).